# Die Herrin von Atlantis (1932)
Die Herrin von Atlantis ist ein deutscher Abenteuer- und Fantasyfilm aus dem Jahre 1932. Er basiert auf dem Roman Atlantis (auch: Die Königin von Atlantis, Originaltitel: L’Atlantide) von Pierre Benoit.

## Handlung
Der Film spielt in einer französischen Kolonie in Afrika. Saint Avil ist ein junger französischer Offizier, der die Geschichte seines Abenteuers in der versunkenen Stadt Atlantis erzählt. In Atlantis herrscht die schöne Antinea über ihre Stadt. Dorthin wurde Saint Avil gemeinsam mit seinem Freund Morhange verschleppt. Antinea geht der Ruf voraus, dass ihr jeder Mann hoffnungslos verfällt. So ergeht es auch Saint Avil. Nur Morhange lässt sich von der Schönen nicht die Sinne vernebeln und bleibt standhaft. Dies verärgert die Herrscherin und sie kann Saint Avil davon überzeugen, seinen Freund zu töten. Saint Avil ist nach der Tat völlig verzweifelt. Antinea wird zu seiner Feindin, doch seine Rache gelingt ihm nicht. Nur mit letzter Mühe kann er aus Atlantis fliehen und der Ermordung durch Antinea entkommen. Durch seine Erzählung wird die Leidenschaft und Hörigkeit für Antinea in ihm neu erweckt. Erneut macht er sich auf den Weg nach Atlantis, verschwindet jedoch in der Wüste in einem Sandsturm und wird nicht mehr gesehen.

## Hintergrund
Die Geschichte war bereits 1921 von Jacques Feyder in Frankreich erfolgreich verfilmt worden. Die Hauptrollen in dieser wie der Roman L’Atlantide betitelten Produktion spielten Georges Melchior, Jean Angelo und Stacia Napierkowska.
Pabst drehte neben der deutschsprachigen Version auch eine französischsprachige und eine englischsprachige. Die Dreharbeiten fanden in Nordafrika und Frankreich statt. Der französische Film kam unter dem Titel L’Atlantide in die dortigen Kinos, neben Brigitte Helm spielten Pierre Blanchar und Jean Angelo Saint-Avit und Morhange. In der englischen Fassung The Mistress of Atlantis spielten als Lt. Saint-Avit John Stuart und als Morhange Gustav Diessl. Die deutsche Premiere fand am 6. September 1932 in Berlin statt.
Produzent Seymour Nebenzahl veröffentlichte 1949 eine US-amerikanische Neuverfilmung mit María Montez in der Titelrolle. 1961 erschien eine weitere (und die bislang letzte) Version gleichen Namens mit Haya Harareet in einer französisch-italienischen Koproduktion.

## Kritiken
- Lexikon des internationalen Films: Die Wirkung des Films beruht vornehmlich auf den Kamerakünsten Eugen Schüfftans.[1]